# 加藤覚
加藤 覚（かとう さとし、1961年7月16日 - ）は、日本の元陸上競技選手。専門は長距離種目。元専修大学陸上競技部コーチ。神奈川県横浜市瀬谷区出身。 

## 略歴
藤沢商業高等学校（現・藤沢翔陵高等学校）在校時、全国高等学校総合体育大会5000mに出場して優勝した。その後、専修大学へ進学して関東インカレで長距離トラック種目にて活躍する。一方で、駅伝においては、箱根駅伝に1年次から出場していたが、4年次に1区を走って区間3位の結果が自身としては最高の記録（このほかに全日本大学駅伝などにも出場）。 
専修大学卒業後は日産自動車、ダイエー（選手の後、コーチを務める）などの実業団で活躍し、2001年には専修大学陸上競技部のコーチ就任。そして2004年には監督就任。同年以降6年連続箱根駅伝出場、 第83回箱根駅伝ではシード権を獲得に貢献した。ところが2011年に第88回箱根駅伝の予選会で敗退の影響を受け、2012年に伊藤国光前カネボウ総監督が監督に就任したため、コーチとなる（2016年12月まで。12月に伊藤国光監督退任に伴い、コーチを退任）。